# Tour de Francia 1952
El 39.º Tour de Francia se disputó entre el 25 de junio y el 19 de julio de 1952 con un recorrido de 4898 km. dividido en 23 etapas.
Participaron 122 ciclistas repartidos en 12 equipos integrados por un distinto número de corredores, de los que sólo llegaron a París 78 ciclistas. En esta faceta destacaron los equipos nacionales de Italia y Holanda, que lograron finalizar la prueba con todos sus integrantes.
Por primera vez se ascienden el Puy de Dôme y el Alpe d'Huez y hace su aparición en el Tour la televisión que difundirá en diferido imágenes de la etapa del día.
El vencedor cubrió la prueba a una velocidad media de 32,233 km/h.

## Etapas
| Etapa | Fecha     | Recorrido                      | Distancia (km) | Ganador             | Líder               |
| ----- | --------- | ------------------------------ | -------------- | ------------------- | ------------------- |
| 1.ª   | 25 de jun | Brest - Rennes                 | 246            | Rik Van Steenbergen | Rik Van Steenbergen |
| 2.ª   | 26 de jun | Rennes - Le Mans               | 181            | André Rosseel       | Rik Van Steenbergen |
| 3.ª   | 27 de jun | Le Mans - Ruan                 | 189            | Nello Lauredi       | André Rosseel       |
| 4.ª   | 28 de jun | Ruan -Roubaix                  | 232            | Pierre Molinéris    | André Rosseel       |
| 5.ª   | 29 de jun | Roubaix - Namur                | 197            | Jean Diederich      | André Rosseel       |
| 6.ª   | 30 de jun | Namur - Metz                   | 228            | Fiorenzo Magni      | Fiorenzo Magni      |
| 7.ª   | 1 de jul  | Metz - Nancy                   | 60 (CR)        | Fausto Coppi        | André Rosseel       |
| 8.ª   | 2 de jul  | Nancy - Mulhouse               | 252            | Raphaël Géminiani   | Fiorenzo Magni      |
| 9.ª   | 3 de jul  | Mulhouse - Lausana             | 238            | Walter Diggelmann   | Andrea Carrea       |
| 10.ª  | 4 de jul  | Lausana - Alpe d'Huez          | 266            | Fausto Coppi        | Fausto Coppi        |
| 11.ª  | 6 de jul  | Le Bourg d'Oisans - Sestrières | 182            | Fausto Coppi        | Fausto Coppi        |
| 12.ª  | 7 de jul  | Sestrières - Mónaco            | 251            | Jan Nolten          | Fausto Coppi        |
| 13.ª  | 8 de jul  | Mónaco - Aix-en-Provence       | 214            | Raoul Rémy          | Fausto Coppi        |
| 14.ª  | 9 de jul  | Aix-en-Provence - Perpiñán     | 178            | Jean Robic          | Fausto Coppi        |
| 15.ª  | 10 de jul | Aviñón - Perpiñán              | 255            | Georges Decaux      | Fausto Coppi        |
| 16.ª  | 11 de jul | Perpiñán - Toulouse            | 200            | André Rosseel       | Fausto Coppi        |
| 17.ª  | 13 de jul | Toulouse - Bagnères-de-Bigorre | 204            | Raphaël Géminiani   | Fausto Coppi        |
| 18.ª  | 14 de jul | Bagnères-de-Bigorre - Pau      | 149            | Fausto Coppi        | Fausto Coppi        |
| 19.ª  | 15 de jul | Pau - Burdeos                  | 195            | Hans Dekkens        | Fausto Coppi        |
| 20.ª  | 16 de jul | Burdeos - Limoges              | 228            | Jacques Vivier      | Fausto Coppi        |
| 21.ª  | 17 de jul | Limoges - Puy de Dôme          | 245            | Fausto Coppi        | Fausto Coppi        |
| 22.ª  | 18 de jul | Clermont-Ferrand - Vichy       | 63 (CR)        | Fiorenzo Magni      | Fausto Coppi        |
| 23.ª  | 19 de jul | Vichy - París                  | 354            | Antonin Rolland     | Fausto Coppi        |

CR = Contrarreloj individual

## Clasificación general
| Clasificación general |                  |         |                   |
| Ciclista              | Ciclista         | Equipo  | Tiempo            |
| --------------------- | ---------------- | ------- | ----------------- |
| 1.º                   | Fausto Coppi     | Italia  | 151 h 57 min 20 s |
| 2.º                   | Stan Ockers      | Bélgica | + 28 min 17 s     |
| 3.º                   | Bernardo Ruiz    | España  | + 34 min 38 s     |
| 4.º                   | Gino Bartali     | Italia  | + 35 min 25 s     |
| 5.º                   | Jean Robic       | Francia | + 35 min 36 s     |
| 6.º                   | Fiorenzo Magni   | Italia  | + 38 min 25 s     |
| 7.º                   | Alex Close       | Bélgica | + 38 min 32 s     |
| 8.º                   | Jean Dotto       | Francia | + 48 min 01 s     |
| 9.º                   | Andrea Carrea    | Italia  | + 50 min 20 s     |
| 10.º                  | Antonio Gelabert | España  | + 58 min 16 s     |